# Zombilation – The Greatest Cuts
Zombilation – The Greatest Cuts là album phòng thu thứ sáu của Lordi.

## Danh sách ca khúc
1. Hard Rock Hallelujah (Eurovicious Radio Edit)
2. Bite It Like a Bulldog
3. Who's Your Daddy? (Decapitated Radio Edit)
4. Devil is a Loser
5. Blood Red Sandman
6. Get Heavy
7. They Only Come Out At Night
8. My Heaven Is Your Hell
9. Beast Loose In Paradise
10. Deadache
11. Would You Love A Monsterman? (2006 Version)
12. Bringing Back The Balls To Rock
13. Forsaken Fashion Dolls
14. Supermonstars (The Anthem Of The Phantoms)
15. The Children Of The Night
16. Rock The Hell Outta You
17. Pet The Destroyer
18. Monster Monster
19. It Snows In Hell